# Rebelia w Górnej Kanadzie
Rebelia w Górnej Kanadzie – ruch społeczny, który w swej konsekwencji doprowadził do wybuchu rebelii w 1837 r.
Rebelia w Górnej Kanadzie miała szerokie podłoże społeczne i gospodarcze. Obok niezadowolenia z polityki brytyjskich zarządców i pozycji grup uprzywilejowanych, do których należały bogate rodziny skupione w nieformalnej grupie Family Compact oraz prominenci Kościoła anglikańskiego, istniały także powody szczególne. Jednym z nich było niezadowolenie z systemu nadań ziemskich. W Ontario w tamtych czasach średniej wielkości rodzinne farmy były izolowanymi enklawami otoczonymi nieużytkami – tak zwanymi Crown Reserves – (rezerwy koronne). Właścicielami ich były bądź korona, bądź przekazywane były one uprzywilejowanym rodzinom lojalistycznym lub instytucjom Kościoła anglikańskiego. Farmerzy woleli widzieć bardziej systematyczny i uporządkowany rozwój terenów. Skupienie ziemi farmerskiej znacznie ułatwiłoby tworzenie infrastruktury oraz wspólnot terytorialnych. Inną, bardziej bezpośrednią przyczyną wybuchu, był nieurodzaj roku 1835. Bardzo słabe zbiory spowodowały, że wiele rodzin znalazło się w kłopotach finansowych, rząd zaś nie kwapił się z wprowadzeniem pomocy dla farmerów.
Sytuacja dojrzała do wybuchu w 1837. Jeden z liderów opozycji ontaryjskiej, republikanin William Lyon Mackenzie, wezwał do militarnej rebelii. Większość reformatorów z Robertem Baldwinem na czele nie poparła republikańskich zapędów rebeliantów. Rebelia rozpoczęła się w hrabstwie York, na północ od Toronto. Rebelianci w sile około 400 ludzi 4 grudnia 1837 zdobyli oraz splądrowali arsenał w Toronto, a następnie urządzili manifestację maszerując ulicami miasta. Miasto zostało zdominowane przez rebeliantów. Padły ofiary wśród oficjałów brytyjskich. Zamordowany został pułkownik Moody, który próbował wydostać się z miasta, by ostrzec gubernatora. Dowódca rebeliantów, Anthony van Egmond, weteran wojen napoleońskich, doradzał Mackenziemu wycofanie się, lecz przywódca rebelii nie potrafił zdobyć się na żadną decyzję. Ostatecznie rebelianci ani nie pokusili się o zdobycie słabo bronionego Fortu York, ani nie wycofali się z miasta. Ulegli w rezultacie przeważającym siłom brytyjskim dowodzonym przez weterana wojny brytyjsko-amerykańskiej 1812 roku Jamesa Fitzgibona. Po krótkiej chaotycznej bitwie przeważające siły brytyjskie zmusiły rebeliantów do poddania, wielu z nich zabijając w starciu. W tym samym czasie grupa rebeliantów z London pod wodzą Charlesa Duncombe'a wyruszywszy na pomoc została rozproszona przez pułkownika Allana MacNaba w okolicach Hamilton.
Przywódcy powstania – William Lyon Mackenzie, Charles Duncombe i John Ralph zbiegli do USA. Inni przywódcy zostali aresztowani. Anthony van Egmond zmarł w więzieniu. Samuel Lount i Peter Matthews zostali skazani na śmierć. Wyroki wykonano w 1838.
Ostatnim aktem rebelii była próba akcji podjęta z terenów USA. Wydarzenie to znane w historii amerykańskiej i brytyjskiej jako Carolina Affair miało następujący przebieg:
Mackenzie wraz z grupą rebeliantów po ucieczce z Ontario schronił się na wyspie znajdującej się pomiędzy rzekami: Niagara i Chippewa. Amerykańscy sympatycy rebelii, którzy skłonni byli ją widzieć jako kolejny epizod rewolucji amerykańskiej, wsparli uchodźców finansowo i organizacyjnie. Broń dla spiskowców przetransportowano parowcem SS Caroline. Na wieść o tym wydarzeniu oddział lojalistycznej milicji ontaryjskiej pod dowództwem pułkownika MacNaba wtargnął 29 grudnia 1838 na teren USA, porwał statek, podpalił go i pozostawił dryfujący na rzece. W czasie akcji został zabity jeden amerykański obywatel. Przesadzone prasowe raporty z incydentu (twierdzono, że zginęło 10 Amerykanów) rozpętały antybrytyjską histerię. Wynikiem jej była akcja odwetowa, w której spalono brytyjski statek Sir Robert Peel 29 maja 1838. Pozytywnym efektem konfliktu było sformułowanie zasad prawa do samoobrony przez Sekretarza Stanu USA Daniela Webstera.